# Џеки Радински
Џеки Радински (23. децембар 1998) је амерички глумац. Познат је по улози Сојера у Никелодионовој серији Бела и Булдози.

## Филмографија
| Година    | Назив                                   | Улога                  | Напомена                  |
| --------- | --------------------------------------- | ---------------------- | ------------------------- |
| 2010      | A Divine Meeting                        |                        | Шорт                      |
| 2011      | The New Kid                             | Дечак                  | Шорт                      |
| 2012      | IMDB Bilderback                         | Папирдечак             | Шорт                      |
| 2013      | Breaking Bad: The Middle School Musical | Волт Јр., Хектор, Дете | Видео шорт                |
| 2015      | Throwing Snowballs                      | Сојер                  | Видео шорт                |
| 2015      | Piper's Picks TV                        | себе                   | Гост                      |
| 2015      | Nickelodeon's Ho Ho Holiday Special     | себе                   |                           |
| 2015–2016 | Бела и Булдози                          | Сојер                  | Главна улога              |
| 2016−2018 | Голдбергови                             | Сергеј                 | Споредна улога, 6 епизода |